# Overexposed
Overexposed —en español: Sobreexpuesto— es el cuarto álbum de estudio de la banda estadounidense Maroon 5, lanzado por la discográfica A&M/Octone Records en junio de 2012. Luego del fracaso comercial de Hands All Over, el grupo apresuró la producción de un nuevo material. En una posterior grabación, «Moves like Jagger», la agrupación trabajó por primera vez con un escritor ajenos a ellos, Benny Blanco. Debido a su gran éxito comercial, decidieron colaborar con una gran variedad de productores y escritores famosos como Max Martin, Blanco, Ryan Tedder, Shellback, Robopop, Mailbox, Sam Farrar, MdL, Noel Zancanella, Sweetwesty, entre otros. En términos generales, Overexposed es un álbum pop rock, pop y en sus letras se abordan temáticas como el amor, el sexo, el desamor y la traición.
El lanzamiento recibió reseñas dispares por parte de los críticos; aunque algunos elogiaron el material y lo consideraron el mejor de la banda, otros criticaron su enfoque comercial. Sin embargo obtuvo un gran éxito comercial al debutar en los cinco primeros puestos de las listas de popularidad de países como los Estados Unidos, el Reino Unido, México, Canadá, Argentina, Francia, Alemania, España, Japón, Australia, entre muchos otros. Según datos de la Federación Internacional de la Industria Fonográfica, Overexposed vendió aproximadamente 2,2 millones de copias durante el 2012, lo que lo convirtió en el décimo disco más exitoso del año.
Para su promoción fueron publicados cuatro sencillos: «Payphone», «One More Night», «Daylight» y «Love Somebody». Los primeros dos se convirtieron en éxitos internacionales y se ubicaron como los más vendidos del 2012, mientras que los últimos dos alcanzaron el top 10 en el Billboard Hot 100. Además de realizar presentaciones en televisión, el grupo se embarcó en dos giras, Overexposed Tour (2012-14) y Honda Civic Tour 2013. En la primera recorrieron distintos continentes y recibieron una respuesta positiva de los críticos y del público, logrando gran éxito comercial.

## Antecedentes
En septiembre de 2010, Maroon 5 lanzó su tercer álbum de estudio, Hands All Over. El guitarrista, James Valentine, expresó su frustración con respecto a las ventas moderadas de este y dijo que un nuevo lanzamiento podría llegar antes de lo previsto. Comentó:

«Creo que con nuestros dos últimos trabajos hemos perdido un poco el equilibrio, porque tuvimos tanto éxito y teníamos tanto mundo por recorrer que el tiempo que pasábamos en el estudio quedó algo descompensado en comparación con el que estábamos de gira... en un mundo perfecto, estaríamos seis meses de gira y seis meses grabando, pero las cosas no funcionan así. Sin embargo, hacer música nueva es nuestra razón de ser y es fácil excederse con el tiempo que estamos por esos mundos».

Afirmó que había «toneladas de material» disponible, como remanentes de canciones de Hands All Over, producidas por Max Martin y otras compuestas por el quinteto desde entonces. El grupo grabó una nueva canción titulada «Moves like Jagger» —en colaboración con Christina Aguilera— y la lanzó como sencillo el 21 de junio de 2011. El tema fue un éxito, al lograr vender más de siete millones de copias mundialmente y convertirse en uno de los más exitosos de la historia. El vocalista, Adam Levine, explicó lo que salió mal en Hands All Over: «[...] no creo que supieramos qué tipo de disco estabamos haciendo. Fue una mezcolanza, todas estas ideas dispares y canciones que no tenían sentido juntas». Sin embargo, reconoció que «Moves like Jagger» los salvó y que «restableció completamente a la banda».

## Desarrollo y grabación
| «"Jagger" fue casi un error. Yo tenía miedo de lanzarlo pero también se publicó por que el miedo era la nueva inyección que necesitábamos [...] En cierto modo, hemos tenido un renacimiento. Han pasado 10 años desde que empezamos la banda, cuando nadie sabía qué diablos hacer con cinco chicos blancos tratando de cantar música soul. Ahora, pensamos que debemos ver a donde va esto, ¿por qué no? Podemos seguir haciendo lo mismo para siempre en este punto, [pero] queremos tener un poco de miedo». —Adam Levine en Rolling Stone |

A lo largo del 2011 el grupo grabó y desarrolló Overexposed en Los Ángeles, Estados Unidos, tras finalizar la promoción de Hands All Over. Max Martin, Benny Blanco y Ryan Tedder se encargaron de la producción ejecutiva del material, aunque los últimos dos solo en las pistas adicionales. Blanco y Adam Levine se conocieron en las sesiones de grabación de la canción «Stereo Hearts» (2011) del grupo Gym Class Heroes, que Blanco produjo y en la que Levine colaboró. Contento con el resultado final, el cantante le solicitó a Benny que produjese una pista para Maroon 5, «Moves like Jagger». Luego de su éxito, Blanco fue contratado para trabajar en Overexposed. «Moves like Jagger» fue la primera vez en la que la banda trabajó con compositores externos y dado los buenos resultados obtenidos, decidieron hacerlo de nuevo. El grupo buscaba que el disco sonara contemporáneo, pero a su vez deseaban agregar elementos de las raíces del pop. James Valentine se refirió al nuevo enfoque del grupo al comentar que: «A mucha gente le encanta solo escuchar Songs About Jane: Parte II, III y IV [sic], pero para nosotros es muy importante estar en constante movimiento hacia adelante de manera creativa y esto parecía una especie de salto cuántico para nosotros».
Según Valentine, Overexposed fue el trabajo en el que más colaboración hubo entre el grupo. Canciones como «Ladykiller» y «Fortune Teller» surgieron a través de títulos que sugirió el bajista de Maroon 5, Mickey Madden. A partir de esos títulos, la banda y los productores comenzaban a compartir ideas, y luego componer y experimentar con riffs y en Logic Pro. Con respecto a «Sad», Valentine comenzó a tocar su melodía en el piano al levantarse una mañana, incluso sin estar completamente despierto. Grabó el sonido que había concebido y luego de escribir algunas líneas del estribillo, se lo presentó a Levine, con quien expandió la idea. «Wasted Years» fue originalmente escrita para aparecer en It Won't Be Soon Before Long (2007), y a pesar de que no se incluyó, el grupo la presentó en vivo en varias ocasiones y formó parte del álbum en vivo y DVD Live - Friday The 13th (2005). Levine dijo que solía sentirse deprimido al momento de elaborar las canciones de los discos anteriores, pero que eso había cambiado y que estaba de buen humor al componer Overexposed.
Después de conocerse en las grabaciones del sencillo «Work Hard, Play Hard» (2012), Blanco le propuso al rapero Wiz Khalifa realizar una canción con Maroon 5, debido a que el productor sintió la necesidad de agregar hip hop al sonido de Overexposed. Al referirse sobre Khalifa y su trabajo en «Payphone», Levine dijo: «Wiz es increíble [...] Pero él no ha hecho grabaciones demasiadas grandes en el pop así que estamos contentos de ser uno de los primeros en ese tren. Era genial. Nos encontramos, entró, eliminó el verso y la siguiente cosa que supe es que estábamos bebiendo champán».
En un comunicado oficial en su página web, el grupo anunció que su teclista Jesse Carmichael se tomaría un descanso temporal para concentrarse en sus estudios y que no trabajaría en Overexposed. Simultáneamente, PJ Morton, un teclista que los acompañó durante la promoción de Hands All Over se unió al grupo en su lugar. Al respecto, el vocalista declaró que: «Es difícil estar en una banda con alguien durante veinte años y luego levantarse e irse. Pero él ha estado haciendo esto toda su vida. Él quería explorar otras cosas y lo respeto totalmente. [...] siempre y cuando decida regresar es bienvenido».

## Lanzamiento

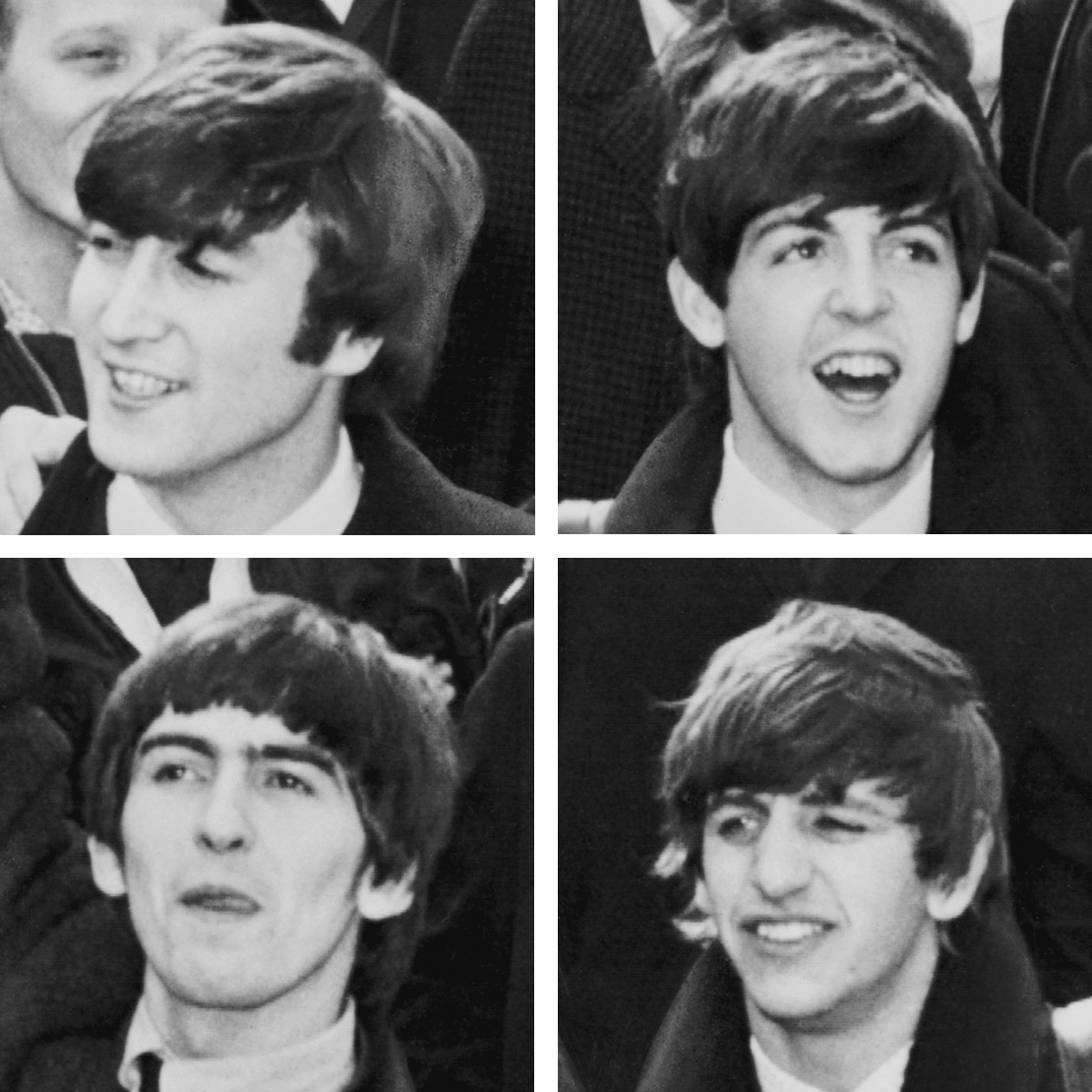
Algunos especialistas compararon el estilo visual de la portada con el de la banda británica The Beatles (en la imagen).

La banda anunció el título y la fecha de lanzamiento del disco el 28 de marzo de 2012, a través de su página web. El título fue elegido en base al reconocimiento público que recuperó el grupo luego de la publicación de «Moves like Jagger», lo que le dio la idea a Levine de nombrar al disco Overexposed—en español: Sobreexpuesto—. En una estrevista con The Hot Hits, Levine comentó sobre el título del álbum que: «Lo hemos llamado Overexposed por el verdadero potencial que tiene la sobreexposición. Porque ¿qué mejor manera de evitarla, no? El disco está a punto de salir, el concierto es brutal, el sencillo está creciendo, está pasando. La sobreexposición es inminente». La elección generó una respuesta negativa: Rob Sheffield de Rolling Stone escribió que «hace falta descaro para que una banda llame a su cuarto disco Overexposed, especialmente cuando el vocalista pasó la mayor parte del año pasado [...] en The Voice». Hipersonica aseguró que «quizá no sean las declaraciones más coherentes que hayamos leído de un grupo. A estas alturas, que Maroon 5 hable de sobreexposición quizá sea hasta una redundancia, si tenemos en cuenta que siempre han estado en la primera plana comercial y nunca han tenido inconveniente en exhibirse».
El 10 de abril, la agrupación publicó la portada del álbum en su página web, la cual fue diseñada por el equipo de arte Young & Sick. Según Lewis Corner de Digital Spy, «no cuenta con ninguna imagen del grupo y es más bien un collage colorido de ilustraciones aparentemente inspiradas en los gustos de Picasso y una gama de dibujantes modernos». Natalie Finn del portal E! News comentó: «La portada psicodélica de The Beatles sumergidos en crema [...] es un guiño en donde de primera se mira el mundo de la música pop, el cual está tan lleno de egos e imágenes que hoy en día se vuelve casi imposible concentrarse en la música». La editora Allison de MuchMusic, la describió como una combinación entre la portada de Sgt. Pepper’s Lonely Hearts Club Band (1967) de The Beatles y la serie animada Los Simpson. Becky Blain de Idolator dijo que podría ser una candidata para «las peores portadas del año» y añadió que se ve como si un episodio de Los Simpson «estuviera en ácido». Finalmente, Jessica Sager de PopCrush argumentó que «los brillantes colores y las imágenes de dibujos animados representan las temáticas del álbum».
Previo a su publicación, «One More Night» y «Wipe Your Eyes» fueron filtradas en Internet. El primer lanzamiento de Overexposed ocurrió en Japón el 20 de junio, con una edición exclusiva que incluía un DVD con los videoclips de «Moves like Jagger», «Payphone» y una entrevista con Adam Levine y James Valentine. En Australia y Alemania se publicó el 22 de junio, mientras que en Corea del Sur, Francia, Nueva Zelanda y Reino Unido el 25 del mismo mes. En la edición de lujo de Corea del Sur, «Kiss» fue reemplazada por una versión de «Let's Stay Together», una canción de Al Green de 1971. Finalmente se publicó mundialmente el 26 de junio, la fecha anunciada originalmente por la banda. En el sitio del grupo es vendido un paquete exclusivo, el cual incluye la versión de lujo de Overexposed en CD, vinilo y digital, una camiseta y doce postales con un diseño inspirado en la temática de cada canción. Es el segundo álbum de Maroon 5 en tener la etiqueta Parental Advisory, luego de It Won't Be Soon Before Long (2007), debido al lenguaje soez utilizado en «Payphone», «Tickets» y «Wasted Years». Al mismo tiempo, fue publicada una versión censurada del disco, para que pueda ser vendido en algunos minoristas que no distribuyen contenidos explícitos.

## Estructura musical
Los anteriores trabajos de la banda estaban dominados generalmente por el indie rock, el rock alternativo y el pop rock, mientras que Overexposed presenta este último género, pero con un mayor enfoque en el pop. El álbum también contiene elementos de distintos tipos de música, como reggae, funk, dubstep, dance pop, R&B, electropop, hi-NRG, rock, música disco y electrónica. Líricamente el álbum trata temáticas simples como el amor, el sexo, el desamor y la traición. Algunos críticos señalaron que el disco posee influencias y elementos de sus anteriores canciones como «Moves like Jagger», «The Sun», «She Will Be Loved», «Never Gonna Leave This Bed» y «Must Get Out».
«One More Night», la pista que abre el álbum, tiene una melodía basada en pop rock y reggae. En su letra, el cantante relata que no se lleva bien con su pareja, pero que debido a su deseo sexual, quiere pasar con ella solo una noche más. «Payphone» es un tema pop y R&B con influencias de hip hop, que contiene un hook de piano y un verso rapeado de Wiz Khalifa. En su letra, Levine analiza como era una relación antes y como es ahora, cantando: I’m at a payphone trying to call home, All of my change I spent on you, Where have the times gone?, Baby, it’s all wrong, Where are the plans we made for two?, If happy ever after did exist, I would still be holding you like this—en español: «Estoy en un teléfono público tratando de llamar a casa, Todo mi cambio lo gasté en ti, ¿Dónde están los tiempos de antes?, Bebé, todo está mal, ¿Dónde están los planes que hicimos para los dos?, Si [el] "felices para siempre" existió, Aún te estaría abrazando así»—. «Daylight», la tercera canción, es una balada soft rock en donde Levine habla de aprovechar al máximo la última noche con su pareja, ya que por alguna razón, debe marcharse al amanecer. «Lucky Strike» es una canción funk que contiene elementos de dubstep e influencia al soul rock, y una instrumentación basada en piano y guitarra. Su letra simplemente describe un encuentro sexual. «The Man Who Never Lied» es una pista pop rock y pop, en donde el intérprete canta sobre su tormentosa relación, cumpliendo el rol de buena persona.
La canción seis, «Love Somebody», tiene una estructura dance pop y en ella, Levine canta sobre su deseo de encontrar a alguien para amar; I really wanna love somebody, I really wanna dance the night away, I know we're only halfway there, but you take me all the way—en español: «Realmente quiero amar a alguien, realmente quiero bailar toda la noche, sé que estamos a medio camino, pero llévame de todas formas»—. «Ladykiller» se destaca por su ritmo funk-groove, además de incluir un solo de guitarra. BBC y Virgin Media compararon su estilo musical con el del cantante estadounidense Michael Jackson. La letra presenta a un hombre lamentándose, debido a que su novia lo ha dejado por una mujer. La pista electrónica «Fortune Teller», contiene elementos de dubstep, y líricamente trata de no preocuparse por el futuro en una relación. El tema nueve, «Sad», es una balada a piano que ha sido comparada con los trabajos de Adele y Elton John. Descrita por Levine como la más personal para él en el disco, trata de un hombre que está asustado de no poder volver a encontrar otra pareja tan buena como la que acaba de dejar.
«Tickets» es una canción pop influenciada por el techno, en la que Levine confiesa estar con una mujer narcisista y superficial solo por su atractivo físico; You're perfect on the outside but nothing at the core, [...] You'll never have my heart, But your perfect little body make, make, makes me fall apart—en español: «Eres perfecta por fuera, pero nada en tu núcleo, [...] Nunca tendrás mi corazón, pero tu perfecto pequeño cuerpo me hace, me hace, me hace carme a pedazos»—.«Doin' Dirt» tiene una instrumentación basada en electropop y hi-NRG, y cuenta con algunos arreglos de música disco. La canción final de la versión estándar, «Beautiful Goodbye», es una balada con una instrumentación de guitarra acústica y piano, descrita como una «oda acústica agridulce, pero al mismo tiempo positiva». En su letra, Levine reconoce haber cometido errores en una relación que acaba de terminar.
Además de las anteriores, la versión de lujo contiene tres pistas adicionales. La primera, «Wipe Your Eyes», es una balada que tiene un tempo medio y una instrumentación basada en piano, que abre con la voz de Levine distorsionada de forma aguda. Su letra describe una relación disfuncional. En «Wasted Years» se destaca un staccato de bajo, complementado por un tempo medio y una melodía de reggae. El álbum finaliza con una versión rock de siete minutos de «Kiss», una canción de Prince incluida en la banda sonora Parade, de 1986.

## Recepción

### Crítica
Overexposed obtuvo evaluaciones dispajeras por parte de los especialistas. En el sitio web Metacritic, que recopila las críticas de numerosos sitios web y publicaciones en inglés, tiene un 54% de aceptación, con un total de catorce reseñas analizadas. Rick Florino de Artist Direct le otorgó una calificación de 5/5 estrellas y comentó que «Overexposed expone todas las facetas de este equipo versátil con más claridad que nunca, si fuera funk, pop o rock». Rob Sheffield de Rolling Stone lo catalogó como «lo mejor de la banda», al igual que Joe DeAndrea de AbsolutePunk, quien opinó que la ayuda de los compositores externos ayudó al grupo a crear su mejor trabajo. Molly Zelvonberg del sitio Examiner alabó al disco y dijo que «tiene un ritmo maravilloso que se mantiene fiel al pop musical, con algunas canciones que experimentan con el pop electrónico». Stephen Thomas Erlewine de Allmusic escribió que: «Lo que importa es su sonido pulcro y fresco, lo transparente de las baladas y el destello frío del dance pop que domina este disco». Martyn Young del portal musicOMH declaró que Overexposed suena «apropiadamente contemporáneo, pero diluido» y que: «En sus intentos de abrazar un sonido pop más abierto y vibrante, los defectos de Overexposed se hacen más evidentes». Sin embargo, elogió su producción al llamarla «excelente» y a las canciones «Love Somebody», «Ladykiller» y «Beautiful Goodbye», en las que según Young, la banda le da la espalda a la exuberancia. A pesar de opinar que Overeposed era el inicio de la carrera de Levine como solista, Angel Melendez de MVREMIX escribió que el disco es «grandioso» y «ambicioso».
Robert Aniento de Mundosonoro comentó que: «Compendio de trucos de estudio, melodías facilonas, guiños a la música disco y estribillos irritantes, lo suyo al menos es transparente en cuanto a intenciones [...] Entre el resto, poco más que otros cuantos futuros éxitos potenciales, fotocopias unos de otros, pero que cumplen su función sin despeinarse». Silvina Marino del diario argentino Clarín escribió que: «Overexposed suena a premeditación [...] Y están las reminiscencias: Michael Jackson, Elton John, Coldplay, Eurythmics. Combo donde cunde el electropop (se destaca "Doin' Dirt" con intro símil ABBA) y donde la clave es la calificación: apto para (captar) todo público». J. Matthew Cobb de Soul Tracks dijo que el disco parecía más de Levine que de la propia banda, pero afirmó que «las cosas en el interior de Overexposed no son tan desordenadas tal como parecen en su exterior», y finalizó su reseña con un «recomendado». En una revisión más variada, Caroline Sullivan de The Guardian calificó al disco con 3/5 estrellas y comentó que este podría disminuir la popularidad de la banda, al decir que «aquí nada está aliado al increíblemente pegadizo "Jagger"». Además, Sullivan opinó que el grupo trató de repetir el éxito de «Moves like Jagger», al colaborar con productores como Max Martin, pero que las canciones realizadas no eran «memorables». El portal español Jenesaispop lo calificó con un 4 y declaró que: «Tampoco es que hubiesen sido nunca un grupo en el que destacase su calidad más allá de las radiofórmulas, pero al menos siempre sonaban de una manera reconocible. Ahora ni eso. De manera extraña, el éxito de "Moves like Jagger" [...] tiene que haberles pesado tanto como el fracaso de sus pasos inmediatamente anteriores».
Adam Markovitz de Entertainment Weekly opinó que en la mayor parte del disco, «que nunca encuentra un equilibrio entre el arena rock y la ostentación dance pop, Maroon 5 apenas suena como una banda en absoluto». Robert Copsey de Digital Spy comentó que «como sugiere el título del álbum, Maroon 5 está peligrosamente cerca de cometer el pecado cardinal del pop». James Reed del periódico The Boston Globe declaró que: «En busca de la alquimia la banda dio en el clavo con "Moves like Jagger", su éxito monstruo desde el año pasado, Maroon 5 han resultado un puñado de mediocres imitadores. Incluso con varios productores de superestrellas a bordo, entre ellos Max Martin y Ryan Tedder, el álbum es estridentemente homogéneo». A pesar de recomendar las pistas «Ladykiller» y «Payphone», Allison Stewart de The Washington Post criticó duramente al disco, al afirmar que «Overexposed es un misil de ataque, que no solo busca la masacre de la reputación de sinceridad de Maroon 5, [también] adorna su cadáver con brillo, laca para el cabello y pegatinas de Hello Kitty. Parece más una colaboración entre creadores de éxitos suecos y auto-tune que entre Levine y los miembros de su banda, que al parecer existen, pero es un pequeño precio a pagar». Grace Duffy del portal Under The Gun Review, describió al álbum como «torpe y pesado» y agregó que «es como si la banda estuviera tratando de ser lo más ampliamente agradable posible, una actitud que huele a incertidumbre y más bien aumenta el tono peatonal del disco». Mesfin Fekadu de Yahoo! elogió a «Sad» como la mejor canción del quinteto, pero vituperó el resto del disco al decir que suena «aburrido y seguro» y «Overexposed está a kilómetros del debut de la banda, Songs About Jane, ese álbum fue impecable con sus crudas letras. Los otros trabajos de Maroon 5 también estaban bien, y por momentos, muy bien. Pero su nuevo esfuerzo es un intento de mantenerse en las listas, y eso es lamentable para un grupo que tiene una profunda credibilidad artística». Finalmente, Rodrigo Mañón del portal mexicano La coctelera, comentó que «Maroon 5 presentó un disco de rock-pop-dance que no ofrece nada nuevo al estilo de la banda. El disco no es bueno ni es malo, se puede escuchar en cualquier momento y para cualquier humor».
Basado en los puntos obtenidos en Metacritic, Overexposed es el noveno disco pop mejor calificado del 2012, mientras que Neon Limelight lo eligió como uno de los dieciocho mejores. Sin embargo, The Concordian lo colocó en el cuarto puesto de los peores del año y criticó duramente su enfoque comercial.

### Comercial

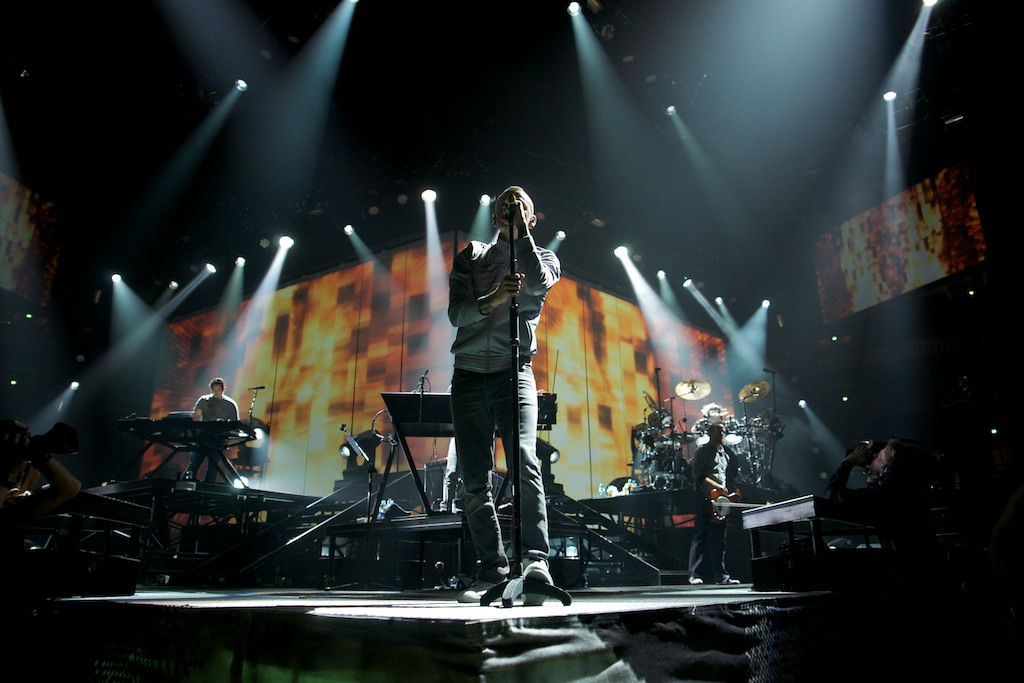
Overexposed vendió unas 222 000 unidades en el Billboard 200, y se convirtió en la mejor semana de apertura de la banda desde It Won't Be Soon Before Long (2007). Sin embargo, Living Things de Linkin Park (en la foto) imposibilitó que encabezara el conteo y el UK Albums Chart.

En su primera semana, Overexposed vendió unas 222 000 copias solo en los Estados Unidos, y debutó en la segunda posición del Billboard 200, lista semanal de los discos más exitosos en el territorio. Es la mejor semana de apertura del grupo en la lista desde It Won't Be Soon Before Long, que en su debut en 2007 vendió aproximadamente 429 000 copias. Solo 1000 unidades separaron al lanzamiento y a Living Things del grupo Linkin Park, que fue el que debutó en el puesto uno. Además, en esa semana fue el álbum más descargado en el territorio, por lo que encabezó el Digital Albums. En su segunda semana descendió a la cuarta posición con 68 000 copias, una disminución de ventas del 70%. El disco salió del top 10 en su séptima semana, pero ascendió al quinto puesto en la siguiente, con un aumento en ventas de un 59%, gracias a un descuento en su precio realizado por Amazon.com. Según Nielsen SoundScan, Overexposed comercializó aproximadamente 988 000 copias durante 2012 y finalizó como el undécimo disco más vendido del año en los Estados Unidos. Recording Industry Association of America certificó al disco platino, luego de vender 1 000 000 de copias legales en los Estados Unidos.
También tuvo éxito en México, en donde debutó en la tercera posición de la lista semanal de discos del país y la treinta y dos en la anual. El organismo Asociación Mexicana de Productores de Fonogramas y Videogramas, A. C. encargado de la industria fonográfica en México, certificó al álbum oro con ventas de 30 000. En Canadá alcanzó el tercer puesto en su primera semana, mientras que en Argentina el cuarto. Además, la Associação Brasileira dos Produtores de Discos de Brasil lo certificó disco de oro por sus más de 20 000 unidades vendidas. En el UK Albums Chart del Reino Unido debutó en la segunda posición, tras vender  38 000 de copias. Anualmente, se posicionó como el vigésimo noveno disco más exitoso del año en la nación, con 263 000 unidades vendidas. En Escocia encabezó su lista de álbumes, mientras que en Irlanda alcanzó el tercer puesto. Overexposed recibió un disco de oro en Francia, por vender 50 000 unidades y alcanzó la quinta posición en su conteo de discos en su debut. También logró el tercer puesto en Italia, Holanda, el cuarto en Alemania, Dinamarca, el quinto en España, Portugal, el sexto en Noruega, el séptimo en Austria, Suecia, el décimo sexto en Bélgica (en la región Valona),  el décimo octavo en Bélgica (en la región Flamenca) y el décimo noveno en Rusia.
Igualmente, tuvo una buena recepción en Asia. Alcanzó el segundo puesto en el conteo de discos internacionales de Japón, mientras que en el general el quinto. Debido a sus altas ventas en dicho territorio, la Recording Industry Association of Japan le otorgó un disco de oro tras certificar unas 100 000 unidades. Además de ello, Overexposed debutó en la cuarta posición en la lista de Corea del Sur y fue certificado oro por la Philippine Association of the Record Industry de Filipinas. En Oceanía también hubo un buen recibimiento. En Nueva Zelanda el disco alcanzó la casilla cuarto y luego de vender más de 7500 copias fue certificado oro. Finalmente, Overexposed también llegó al cuarto puesto en el conteo de discos de Australia, y fue certificado platino por la Australian Recording Industry Association debido a las 70 000 unidades vendidas en el territorio.
Según datos suministrados por la Federación Internacional de la Industria Fonográfica, Overexposed vendió aproximadamente 2,2 millones de copias durante el 2012, lo que lo convirtió en el décimo disco más exitoso del año.

## Promoción

### Sencillos

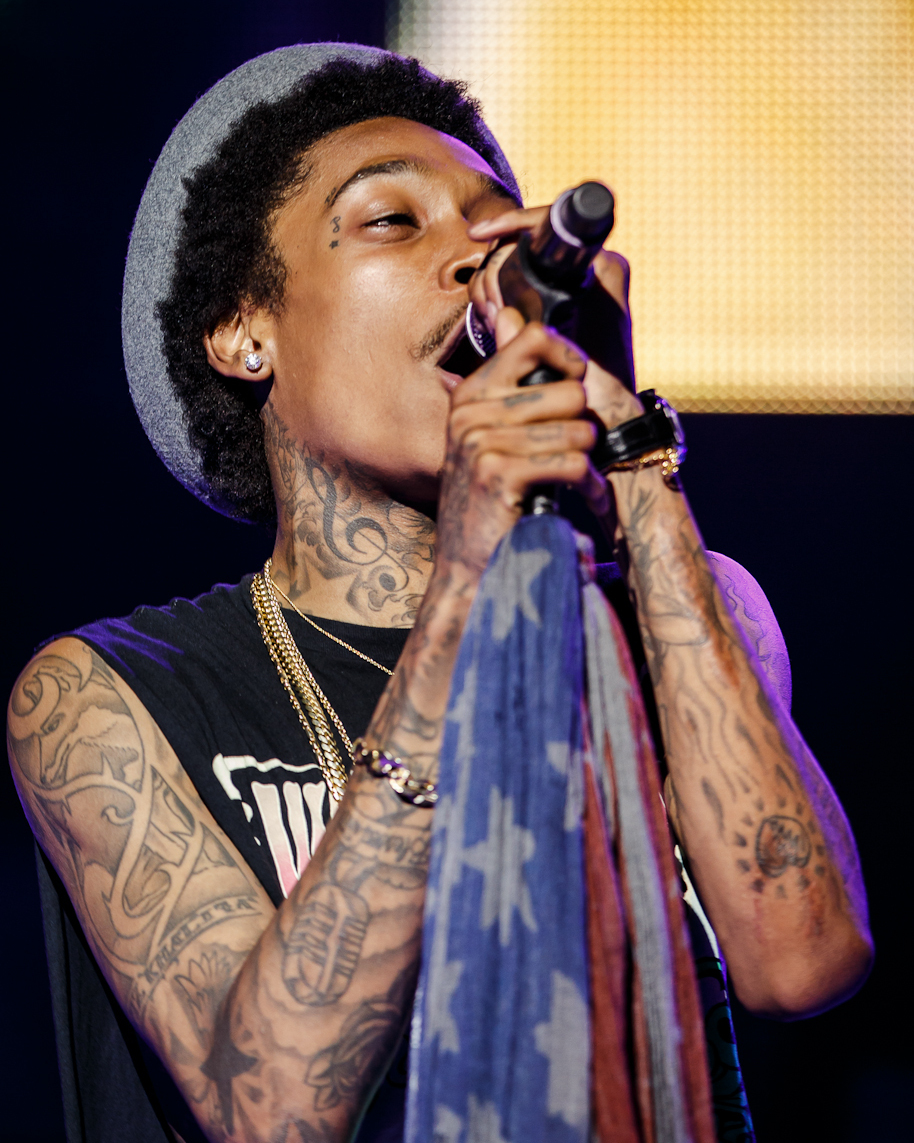
El primer sencillo del disco, «Payphone», contó con la colaboración del cantante Wiz Khalifa (en la foto).

«Payphone» fue lanzado como el primer sencillo del disco el 16 de abril de 2012, y cuenta con la participación del rapero Wiz Khalifa. Recibió reseñas positivas por parte de los críticos musicales, quienes alabaron su melodía pegadiza. Sin embargo, la participación de Khalifa recibió críticas negativas, así como el título de la pista. Encabezó las listas de popularidad de Canadá, Corea del Sur, Escocia, España (en su lista de radio), Italia (en su lista de descargas digitales), Hungría (radio), el Reino Unido, y las estadounidenses Pop Songs y Adult Pop Songs. Además, en el Billboard Hot 100 de Estados Unidos, su debut de 493 000 descargas digitales le permitió romper el récord de la mejor semana de ventas digitales para un grupo en el conteo. Para su promoción, un vídeo musical dirigido por Samuel Bayer fue estrenado el 10 de mayo de 2012, y muestra a Levine a la fuga luego del robo a un banco.
A&M y Octone Records lanzaron «One More Night» digitalmente como el segundo sencillo el 19 de junio de 2012. Recibió elogios por parte de los especialistas, los cuales alabaron sus influencias al reggae, la voz de Levine y su melodía. Encabezó las listas de Bulgaria (radial), Corea del Sur (en su lista de sencillos internacionales), Nueva Zelanda y el Pop Songs y Adult Pop Songs. Además, fue un gran éxito en las radios de los Estados Unidos, en donde su gran audiencia le permitió encabezar el Billboard Hot 100 durante nueve semanas. Asimismo, igualó a «Call Me Maybe» de Carly Rae Jepsen como el sencillo del año con más semanas en la cima del conteo. Se convirtió en el tercer sencillo del grupo en alcanzar el número uno en la lista, junto con «Makes Me Wonder» (2007) y «Moves like Jagger» (2011). Peter Berg dirigió su videoclip y se estrenó el 25 de junio en MTV. En él, Levine interpreta a un boxeador que luego de regresar de una pelea, se encuentra con que su pareja se ha marchado junto a su bebé.
El tercer sencillo, «Daylight», se publicó únicamente en las radios estadounidenses el 25 de octubre. Reunió reseñas negativas por parte de los especialistas, quienes criticaron su producción musical, y la compararon negativamente con las canciones del grupo Coldplay. Sin embargo, a pesar de su único lanzamiento radial y críticas negativas, la canción tuvo una buena recepción comercial, al alcanzar los primeros veinte lugares en las listas de países como Australia, Bélgica, Canadá, Corea del Sur, Estados Unidos y Nueva Zelanda. El 18 de septiembre, la banda publicó en su sitio web que estaban buscando historias de sus seguidores para que aparecieran en el vídeo de «Daylight», dirigido por Jonas Åkerlund. Fue estrenado el 11 de diciembre y en el clip se pueden apreciar historias de amor, acoso, odio, el fallecimiento de personas queridas, entre otros.
«Love Somebody» fue lanzado en las radios estadounidenses como el cuarto y último sencillo el 14 de mayo de 2013. Su recepción crítica fue dispar y recibió comparaciones con Coldplay. Alcanzó los diez primeros lugares en las listas de Canadá, Estados Unidos y Venezuela. Su videoclip fue dirigido por Rich Lee, en él que los miembros de la banda van apareciendo a medida que se manchan con pintura.

### Giras
El 26 de marzo de 2012 la banda anunció que realizaría una gira mundial para promover el disco. Las primeras fechas para el Overexposed Tour fueron anunciadas el 20 de junio, empezó el 14 de agosto en Monterrey, México y finalizó el 20 de enero de 2014 en Ámsterdam, Holanda. Aunque originalmente finalizaría el 3 de julio de 2013, el último tramo europeo fue retrasado para enero de 2014. El grupo se disculpó públicamente y señaló que era debido a «problemas de agenda». Del disco, el grupo presentó «Payphone», «Lucky Strike», «Wipe Your Eyes», «One More Night» y «Daylight», junto con las canciones de sus trabajos anteriores. Los recitales tuvieron una recepción crítica positiva, así como comercial, ya que las entradas se agotaron en la mayoría de los lugares en los que la agrupación se presentó.
El 1 de abril de 2013, el grupo anunció que encabezarían junto a la cantante Kelly Clarkson, el Honda Civic Tour 2013, una serie de conciertos realizados por Honda. Visitando diversas ciudades de Estados Unidos y Canadá, la gira comenzó el 1 de agosto en San Luis, Misuri y finalizó el 6 de octubre en Los Ángeles, California.

### Presentaciones
El 16 de abril, el grupo se presentó en la versión estadounidense de The Voice para cantar «Payphone», y el 2 de junio en la versión británica del programa. Asimismo, la tocaron el 29 de abril en The Today Show (junto a «One More Night»), y dos días después en Late Night with Jimmy Fallon. Con respecto a «One More Night», la interpretaron el 18 de mayo en el Casino y Hotel Revel de Atlantic City, Estados Unidos. Luego, el 27 de junio presentaron «Payphone» en el programa Late Show with David Letterman. El 8 de noviembre la agrupación interpretó «Daylight» en la versión estadounidense de The Voice y el 12 del mismo mes en The Ellen DeGeneres Show.
El 18 de noviembre cantaron la pista en Saturday Night Live, junto con «One More Night».
La banda se presentó en el concierto de nominaciones a los Grammy el 6 de diciembre, en donde interpretaron un popurrí de «One More Night», «Moves like Jagger» y «Daylight», para luego cerrar el recital con «Payphone». Posteriormente, el 8 de enero de 2013 presentaron «One More Night» y «This Love» en la feria Consumer Electronics Show (CES) en Las Vegas, Nevada. El 10 de febrero, en la 55° entrega de los premios Grammy, la banda apareció junto a la cantante Alicia Keys y cantaron un popurrí de su sencillo «Girl on Fire» y «Daylight». El 21 de mayo la agrupación presentó «Love Somebody» en la edición estadounidense de The Voice, mientras que el 14 de junio lo hicieron en The Today Show junto a «One More Night».

## Lista de canciones
A continuación se enlistan las canciones pertenecientes a la versión estándar de Overexposed:

| N.º   | Título                       | Escritor(es)                                                         | Productor(es)                                 | Duración |  |
| 1.    | «One More Night»             | Adam Levine, Shellback, Savan Kotecha y Max Martin                   | Martin y Shellback                            | 3:39     |  |
| 2.    | «Payphone» (con Wiz Khalifa) | Levine, Benjamin Levin, Ammar Malik, Dan Omelio, Shellback y Khalifa | Shellback, Benny Blanco                       | 3:51     |  |
| 3.    | «Daylight»                   | Levine, Martin, Mason «MdL» Levy y Sam «SAMM» Martin                 | Levine, «MdL» y Martin                        | 3:45     |  |
| 4.    | «Lucky Strike»               | Levine, Ryan Tedder y Noel Zancanella                                | Ryan Tedder y Zancanella                      | 3:05     |  |
| 5.    | «The Man Who Never Lied»     | Levine, Brian West y Marius Moga                                     | Noah «Mailbox» Passovoy, Levine y Sweetwesty* | 3:25     |  |
| 6.    | «Love Somebody»              | Levine, Tedder, Zancanella y Nathaniel Motte                         | Tedder y Zancanella                           | 3:49     |  |
| 7.    | «Ladykiller»                 | James Valentine, Michael Madden y Levine                             | «Mailbox», Valentine, Sam Farrar*             | 2:44     |  |
| 8.    | «Fortune Teller»             | Valentine, Madden y Levine                                           | «Mailbox», Valentine y Farrar                 | 3:23     |  |
| 9.    | «Sad»                        | Levine y Valentine                                                   | «Mailbox», Levine y Valentine                 | 3:14     |  |
| 10.   | «Tickets»                    | Valentine, Madden y Levine                                           | «Mailbox» y Farrar                            | 3:29     |  |
| 11.   | «Doin' Dirt»                 | Levine y Shellback                                                   | Shellback                                     | 3:31     |  |
| 12.   | «Beautiful Goodbye»          | Levine, Levin y Malik                                                | Blanco, D.J. Kyriakides* y Matthew Rappold*   | 4:15     |  |
| 42:19 |                              |                                                                      |                                               |          |  |

| Pistas adiciones del Reino Unido y Brasil |                                              |                                   |                    |          |  |
| N.º                                       | Título                                       | Escritor(es)                      | Productor(es)      | Duración |  |
| 13.                                       | «Moves like Jagger» (con Christina Aguilera) | Levine, Blanco, Malik y Shellback | Shellback y Blanco | 3:21     |  |

### Edición de lujo
| Pistas adiciones |                  |                                                         |                           |          |  |
| N.º              | Título           | Escritor(es)                                            | Productor(es)             | Duración |  |
| 13.              | «Wipe Your Eyes» | Levine, Jonathan Rotem, Ross Golan y Sanjeet Singh Kang | J.R. Rotem, Shawn Kang*   | 3:34     |  |
| 14.              | «Wasted Years»   | Levine                                                  | Sam Spiegel y Sam Farrar* | 3:33     |  |
| 15.              | «Kiss»           | Prince                                                  | Maroon 5 y «Mailbox»*     | 7:00     |  |

| Segunda versión de lujo de Corea |                                              |                                                                      |                           |          |  |
| N.º                              | Título                                       | Escritor(es)                                                         | Productor(es)             | Duración |  |
| 13.                              | «Wipe Your Eyes»                             | Levine, Jonathan Rotem, Ross Golan y Sanjeet Singh Kang              | J.R. Rotem, Shawn Kang*   | 3:34     |  |
| 14.                              | «Wasted Years»                               | Levine                                                               | Sam Spiegel y Sam Farrar* | 3:33     |  |
| 15.                              | «Let's Stay Together»                        | Al Green                                                             | Levine                    | 3:23     |  |
| 16.                              | «Moves like Jagger» (con Christina Aguilera) | Levine, Blanco, Malik y Shellback                                    | Shellback y Blanco        | 3:21     |  |
| 17.                              | «Payphone» (Supreme Cuts Remix)              | Levine, Benjamin Levin, Ammar Malik, Dan Omelio, Shellback y Khalifa | Supreme Cuts              | 4:42     |  |
| 18.                              | «Payphone» (Cutmore Remix)                   | Levine, Benjamin Levin, Ammar Malik, Dan Omelio, Shellback y Khalifa | Richard Cutmore           | 3:12     |  |

Notas
- (*) denota coproductor.
- «Wipe Your Eyes» contiene un sample de la canción «Sabali», interpretada por Amadou & Mariam, incluida en el álbum Welcome to Mali (2008).[19]
- «Wasted Years» contiene un sample de la canción «Rill Thing», interpretada por Little Richard, incluida en el álbum homónimo de 1970.[19]

## Posicionamiento en listas

### Semanales
| Lista (2012)                                | Mejor posición |
| ------------------------------------------- | -------------- |
| CAPIF                                       | 4              |
| Top 100 Album-Charts                        | 4              |
| Australian Charts                           | 4              |
| Austria                                     | 7              |
| Ultratop 50 (Flamenca)                      | 18             |
| Ultratop 50 (Valona)                        | 16             |
| Top 40 album-, DVD- és válogatáslemez-lista | 23             |
| Canadian Albums Chart                       | 3              |
| Corea del Sur                               | 4              |
| Tracklisten                                 | 4              |
| Top 40 Scottish Albums                      | 1              |
| Promusicae                                  | 5              |
| Billboard 200                               | 2              |
| Digital Albums                              | 1              |
| Yleisradio                                  | 28             |
| Les Charts                                  | 5              |
| Top 75 Artist Album                         | 3              |
| Italia                                      | 3              |
| Japón                                       | 5              |
| Oricon International Albums Chart           | 2              |
| Top 100 México                              | 3              |
| Noruega                                     | 6              |
| Nueva Zelanda                               | 3              |
| MegaCharts                                  | 3              |
| Polski                                      | 42             |
| Portugal                                    | 5              |
| UK Albums Chart                             | 2              |
| Россия Топ 25                               | 19             |
| Sverigetopplistan                           | 7              |
| Schweizer Hitparade                         | 33             |

| País (Lista)          | Posición |
| --------------------- | -------- |
| Canadian Albums Chart | 18       |
| Billboard 200         | 21       |
| Digital Albums        | 8        |
| Japón                 | 57       |
| Top 100 México        | 32       |
| UK Albums Chart       | 29       |
| Schweizer Hitparade   | 87       |

### Certificaciones
| País           | Organismo certificador | Copias certificadas | Certificación |
| -------------- | ---------------------- | ------------------- | ------------- |
| Australia      | ARIA                   | 70 000              | Platino       |
| Brasil         | ABPD                   | 20 000              | Oro           |
| Estados Unidos | RIAA                   | 1 000               | Platino       |
| Filipinas      | PARI                   | 7500                | Oro           |
| Francia        | SNEP                   | 50 000              | Oro           |
| Japón          | RIAJ                   | 100 000             | Oro           |
| México         | AMPROFON               | 30 000              | Oro           |
| Nueva Zelanda  | RIANZ                  | 7500                | Oro           |
| Reino Unido    | BPI                    | 300 000             | Platino       |

## Premios y nominaciones
El álbum ha sido nominado a distintas ceremonias de premiación, entre ellos los prestigiosos Grammy o su equivalente en Canadá, los premios Juno, entre otros. A continuación una lista con todas ellas:
| Año  | Ceremonia de premiación | Premio                            | Resultado | Ref.            |
| ---- | ----------------------- | --------------------------------- | --------- | --------------- |
| 2012 | American Music Awards   | Álbum favorito de pop/rock        | Nominado  | [ 199 ] [ 200 ] |
| 2012 | Premios People's Choice | Álbum favorito                    | Nominado  | [ 201 ] [ 202 ] |
| 2012 | Premios Grammy          | Mejor álbum vocal pop             | Nominado  | [ 203 ] [ 204 ] |
| 2012 | Premios 40 Principales  | Mejor álbum en lengua no española | Nominado  | [ 205 ] [ 206 ] |
| 2012 | Premios Juno            | Mejor álbum internacional         | Nominado  | [ 207 ] [ 208 ] |
| 2013 | Billboard Music Awards  | Mejor álbum pop                   | Nominado  | [ 209 ]         |

## Créditos y personal
| - Adam Levine: Voz principal, compositor, guitarra y productor - Ammar Malik: Compositor, guitarra y vocales - Andrew Luftman: Asistente - Ben Berkman: A&R - Benjamin Levin: Compositor - Benny Blanco: Ingeniero, instrumentación, teclados, productor, productor ejecutivo y programación - Bradford Smith: Ingeniero - Brian West: Productor adicional, compositor, guitarra y programación - Brie Larson: Vocales y vocales de fondo - Carleen Donovan: Publicista - Cameron Thomaz: Artista invitado y compositor - Chris Sclafani: Ingeniero - Cillie Barnes: Vocales de fondo - Dan Keyes: Vocales de fondo - Dan Omelio: Compositor, guitarra y teclados - Darcy Gilmore: Maquilladora - David Silberstein: Coordinador de producción - DJ Kyriakides: Productor adicional - Eric Eylands: Asistente de ingeniero - James Valentine: Compositor, guitarra, teclados, productor, programación y vocales de fondo - Jeremy «J Boogs» Levin: Coordinador de producción - John Hanes: Mezcla - Jonathan Mann: Ingeniero - J.R. Rotem: Compositor y productor - Linda Carbone: Publicista - Maroon 5: Artista principal - Marius Moba: Compositor - «MDL»: Teclados, productor y programación - Mason Levy: Compositor - Matt Flynn: Batería - Matt Goldman: Estilista | - Matthew Rappold: Productor adicional - Max Martin: Compositor, ingeniero, productor ejecutivo, guitarra, teclados, productor, programación y vocales - Mickey Madden: Bajo, compositor y vocales - Nathaniel Motte: Compositor - Nathaniel Walcott: Teclados - Noah «Mailbox» Passovoy: Ingeniero, teclados, productor y programación - Noel Zancanella: Compositor, teclados, productor y programación - Phil Seaford: Asistente de mezcla - PJ Morton: Teclados - Robopop: Productor adicional - Ross Golan: Compositor - Ryan Tedder: Compositor, teclados, productor, programación y productor ejecutivo - Sam Farrar: Productor adicional, teclados, productor y programación - Sam Holland Såklart: Asistente - Sam Spiegel: Productor - Sanjeet Singh Kang: Compositor - Savannah Buffet: Vocales - Savan Kotecha: Compositor - Scott «Yarmov» Yarmovsky: Asistente - Serban Ghenea: Mezcla - Shawn Finch: Estilista de cabello - Shawn Kang: Compositor - Shellback: Bajo, compositor, batería, ingeniero, guitarra, guitarra acústica, teclados, productor, programación y vocales de fondo - Smith Carlson: Ingeniero - Terry Richardson: Fotografía - Vanessa Long: Vocales de fondo - Young & Sick: Dirección creativa y artística |

Fuentes: Allmusic y folleto de la versión de lujo de Overexposed.